# Rhopalophora prorubra
Rhopalophora prorubra är en skalbaggsart som beskrevs av Knull 1944. Rhopalophora prorubra ingår i släktet Rhopalophora och familjen långhorningar. Inga underarter finns listade i Catalogue of Life.